# Ludwig Riedesel zu Eisenbach (1806–1858)

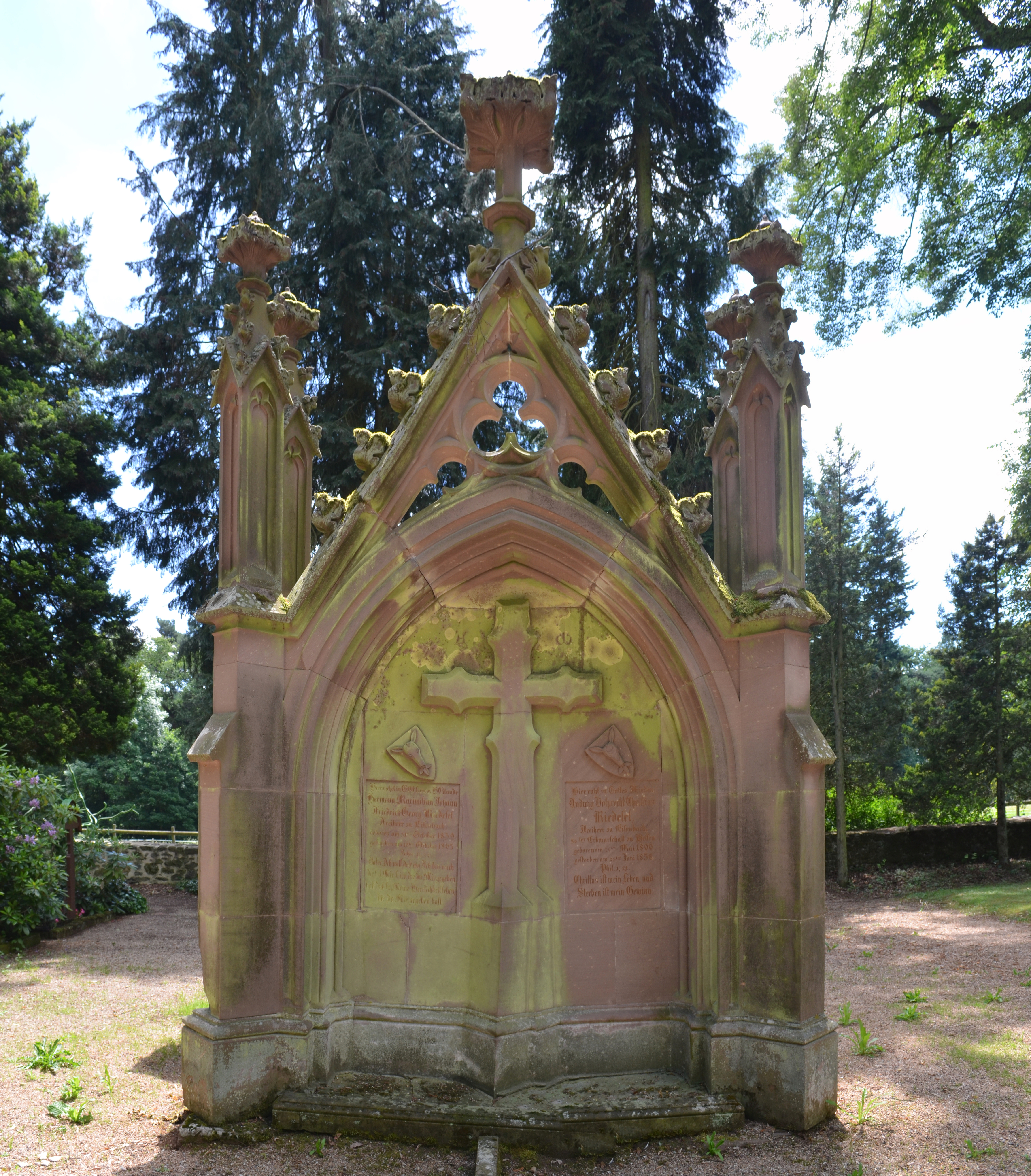
Grabmal von Ludwig Riedesel zu Eisenbach auf dem Friedhof von Schloss Eisenbach

Ludwig Volprecht Christian Riedesel zu Eisenbach, auch Christian Volpert, (* 26. Mai 1806 auf Schloss Eisenbach; † 25. Juni 1858 ebenda) aus dem Hause der Freiherren Riedesel war Standesherr und ab 1853  Erbmarschall der hessischen Landgrafschaften.

## Herkunft
Seine Eltern waren der Reichsfreiherr Ludwig Riedesel zu Eisenbach (* 1778; † 24. Februar 1824) und dessen Ehefrau Wilhelmine, geborene von Ompteda (* 6. Januar 1779), Oberhofmeisterin der Großherzogin Wilhelmine von Hessen.

## Leben
Riedesel studierte Rechtswissenschaften und schloss das Studium mit der Promotion zum Dr. jur. ab. Er erbte als Senior der Familie nach dem Tod von Friedrich Franz August Riedesel zu Eisenbach 1853 Amt und Titel des hessischen Erbmarschalls und den Rang eines Standesherren für die Herrschaft Riedesel. Als Standesherr war er automatisch Mitglied der ersten Kammer der Landstände des Großherzogtums Hessen. Er gehörte der Kammer von 1844 bis zur Wahlrechtsänderung nach der Märzrevolution 1849 an. 1851 bis 1858 war er Mitglied der Kurhessischen Ständeversammlung, deren Präsident er 1855 bis 1857 war. Er vertrat konstitutionell-konservative Positionen.
Er ist auf dem Friedhof von Schloss Eisenbach begraben. Das Grabmal, ein von Fialen und Wimperg bekrönter gotischer Blendbogen aus rotem Sandstein, steht unter Denkmalschutz.

## Familie
Er heiratete am 6. Januar 1869 Wilhelmine (Helmine) Caroline Friederike (* 24. August 1811; † 3. Februar 1894), eine Tochter des Generalleutnants Karl Friedrich Stephan von Otting, Fünfstetten und Schönfeld. Das Paar hatte folgende Kinder:
- Ludwig Hermann Georg Berthold Konrad (1846–1924), Mitglied des Preußischen Herrenhauses
- Elisabeth Wilhelmine (* 10. Juni 1844; † 4. Februar 1921) ⚭ 1866 Werner Graf von Bernstorff (* 4. März 1839; † 8. März 1890), Sohn von Arthur von Bernstorff
- Anna Kamilla Wilhelmine (* 24. September 1845; † 25. Oktober 1928) ⚭ 1869 Wilhelm von Müffling (1839–1912)
- Friedrich Hermann (* 18. September 1848; † 18. Januar 1904) ⚭ Therese von Bernstorff (* 27. September 1852; † 23. März 1946), Tochter von Arthur von Bernstorff
- Wilhelm Giesebert Hermann (1850–1918), Landrat ⚭ 1886 Martha von dem Bussche-Ippenburg genannt von Kessel (* 9. Oktober 1859)
- Ludwig Hermann Volprecht (* 30. Juni 1852; † 23. April 1939), 35. Erbmarschall ⚭ Elisabeth von Harnier (* 16. Oktober 1862; † 13. März 1947)[1]